# Arterias ciliares posteriores largas
Las arterias ciliares posteriores largas son arterias que se originan, junto con las arterias ciliares anteriores, en la arteria oftálmica. No presentan ramas (importantes). Hay dos en cada ojo.

## Trayecto
Perforan la parte posterior de la esclerótica a poca distancia del nervio óptico, y discurren hacia adelante, a lo largo del globo ocular, entre la esclerótica y la coroides, hacia el músculo ciliar, donde se dividen en dos ramas.
Forman un círculo arterial, el círculo arterial mayor, alrededor de la circunferencia del iris, desde donde numerosas ramas convergentes discurren, en la sustancia del iris, hacia su margen pupilar, donde forman un segundo e incompleto círculo arterial, el círculo arterial menor.

## Distribución
Distribuyen la sangre hacia el iris, los procesos ciliares y la coroides.